# Westminster School
Das Royal College of St. Peter in Westminster, auch bekannt als Westminster School, ist eine der bedeutendsten britischen privaten Internats- und Tagesschulen in London im Stadtteil Westminster. Ihre Geschichte reicht bis in das 12. Jahrhundert zurück. Sie hat im Laufe der Zeit viele bekannte britische Persönlichkeiten hervorgebracht, wie z. B. Ben Jonson, Robert Hooke, Christopher Wren, John Locke, Jeremy Bentham und Alan Alexander Milne. Sie ist eine der ursprünglichen neun englischen Public Schools im Sinne des Public Schools Act von 1868.

## Geschichte
Papst Alexander III. verpflichtete im Jahre 1179 die Benediktiner-Mönche der Westminster Abbey, eine Armenschule für Jungen zu gründen.
Als Heinrich VIII. im 16. Jahrhundert die Auflösung der Klöster in England anordnete, gewährleistete er 1540 das Überleben der Schule durch königliche finanzielle Unterstützung. Unter Maria I. wurde das Benediktiner-Kloster eine Zeitlang wiederhergestellt. 1560 wurde die Schule von Elisabeth I. neu gegründet. Sie wird heute als Gründerin der Schule mit dem Gründungsdatum 1560 angesehen. Die Trennung der Schule von der Abtei erfolgte  mit dem Public Schools Act 1868. In den folgenden 25 Jahren wurde ein öffentlicher und parlamentarischer Streit über die Übertragung und Regelung des Eigentums der Abtei auf die Schule geführt.
1943 wurde die Westminster Under School als vorbereitende Schule für Tagesschüler von acht bis 13 Jahren gegründet. Heute nimmt sie Schüler ab sieben Jahren auf. Allerdings ist nur die Trennung der Under School als eigenständige Schule neu, denn bereits seit dem 18. Jahrhundert werden Jungen ab dem Alter von elf Jahren aufgenommen. Im Jahr 1967 wurde die erste Schülerin in der Oberstufe aufgenommen. Ab 1973 wurden regulär Mädchen in die Schule aufgenommen, woraufhin im Jahr 1981 Purcell als reines Mädchenhaus gegründet wurde. 1997 wurde die Schule durch ein neues Haus für Tagesschüler ausgebaut.
Im Jahr 2005 publizierte die Times, dass die Schule zusammen mit fünfzig anderen führenden privaten Schulen ein illegales Kartell für Schulgebühren betrieben hatte.

## Lage und Bauten

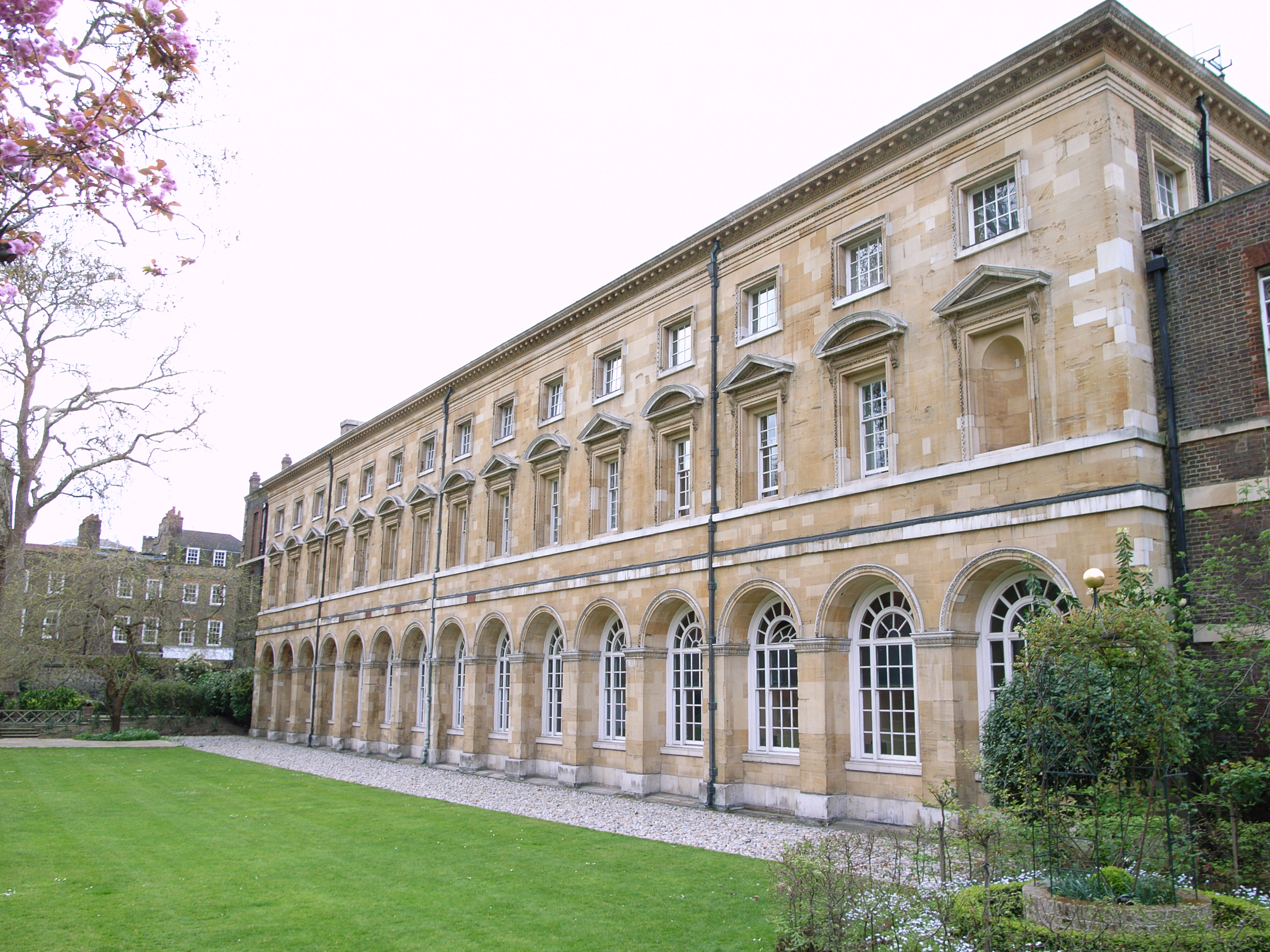
Das Dormitorium, welches die Häuser College, Wren's und Dryden's beinhaltet

Die Schule befindet sich auf dem Gelände des mittelalterlichen Klosters der Westminster Abbey. Seine wichtigsten Gebäude sind rund um den Little Dean’s Yard (auch als „Yard“ bekannt) und dem Dean's Yard angeordnet, wo auch das Church House, der Hauptsitz der Church of England, liegt.
Die Schule hat mehrere einzigartige Gebäude. Die College Hall war im 14. Jahrhundert das Refektorium des Abtes. Das Gebäude „College“, heute auf die drei Häuser College, Dryden und Wren aufgeteilt, stammt aus dem Jahr 1729 und wurde von Richard Boyle, 3. Earl of Burlington, basierend auf früheren Entwürfen von Christopher Wren entwickelt. Die „School“ wurde 1090 als Dormitorium gebaut und ist nun die Haupthalle der Schule. Das Ashburnham-Haus, das heute die Bibliothek der IT-Abteilung und das Institut für Mathematik beherbergt, wurde im 17. Jahrhundert als Londoner Sitz des Earl of Ashburnham erbaut.

## Schülerschaft

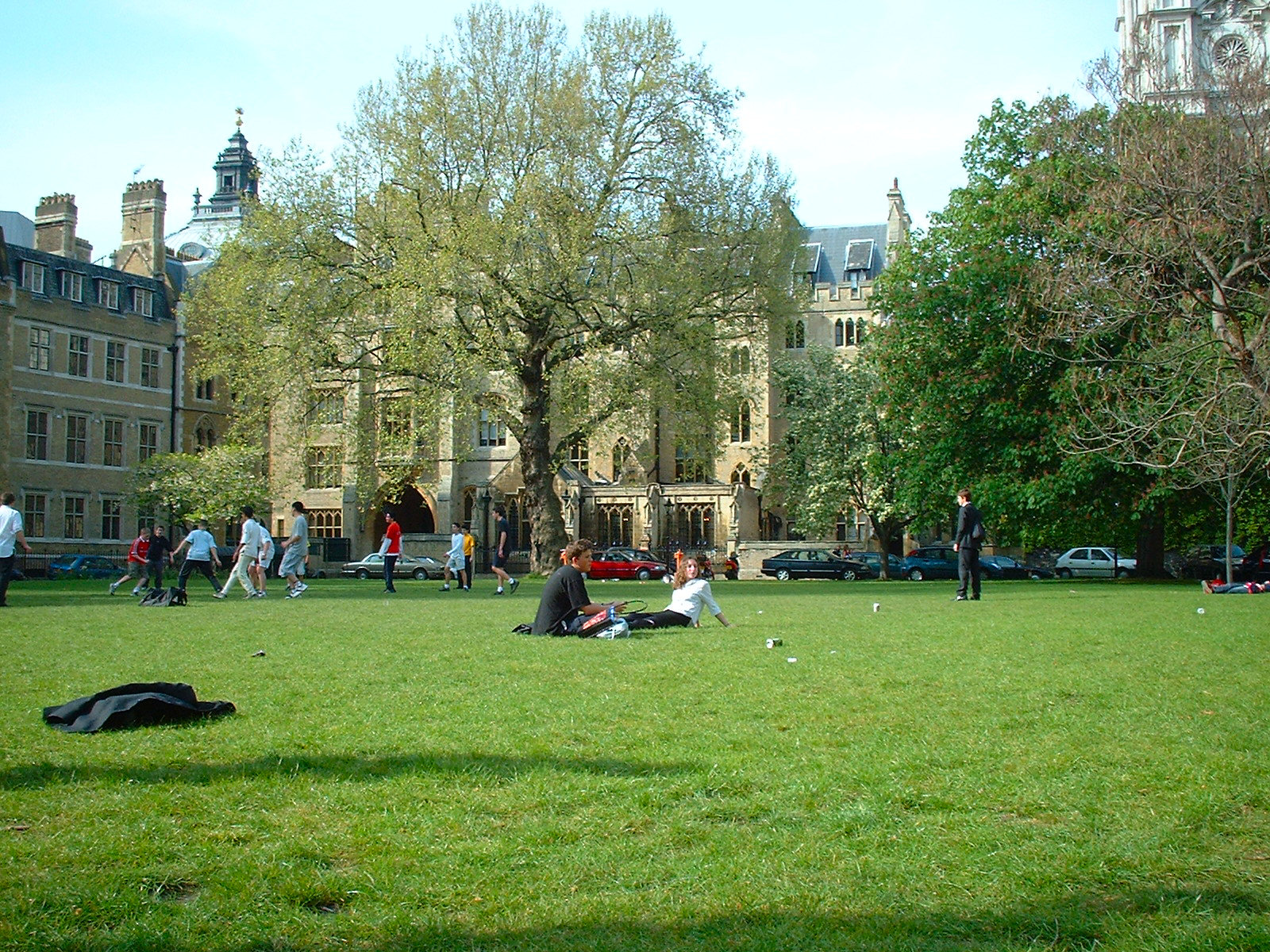
Schüler, die sich auf dem Dean’s Yard entspannen und Fußball spielen

Die Anzahl der Schüler beträgt ca. 750 pro Jahr. Davon sind ein Viertel Internatsschüler. 37 Internatsschüler und 96 Tagesschüler sind Mädchen, die nach ihren GCSE-Prüfungen, mit der Sixth Form (mit 16 Jahren, Oberstufe), in der Schule aufgenommen werden. Die meisten Jungen kommen im Alter von 13 Jahren an die Schule. Sie qualifizieren sich entweder durch eine Aufnahmeprüfung, die zurzeit jedes Jahr im Juni angeboten wird, oder über die Westminster-Stipendienprüfung „The Challenge“ (deutsch: die Herausforderung), die im Mai stattfindet. Jungen können die Schule schon mit sieben bis acht Jahren besuchen, wenn sie sich durch ein Auswahlverfahren, das im Januar jeden Jahres stattfindet, qualifizieren. Weitere Schüler kommen im Alter von elf Jahren auf die Schule, in der Regel von staatlichen Grundschulen. Insgesamt besuchen 250 Schüler im Alter von sieben bis 13 Jahren die Schule.
Jeder Schüler, unabhängig davon, ob er Internats- oder Tagesschüler ist, gehört zu einem der elf Häuser, wo er einen Lern- und Freizeitplatz hat. Sechs der Häuser sind für Internatsschüler bestimmt. Purcell, ein reines Mädchenhaus, ist das einzige Haus ohne Tagesschüler. Insgesamt nehmen alle Häuser Mädchen beginnend mit der Sixth Form (Oberstufe) auf.
| Haus       | gegründet | Benannt nach | Internatsschüler   | Tagesschüler       |
| ---------- | --------- | --- | ------------------ | ------------------ |
| Grant's    | 1750      | Ist das alte Haus der Schule, nach Frau Grant benannt. Dieser gehörte das Gebäude, sie nahm Jungen auf der Schule auf, bevor die eigentlichen Internatsgebäude entstanden. | Jungen             | Jungen und Mädchen |
| Rigaud’s   | 1896      | Stephen Jordan Rigaud | Jungen             | Jungen und Mädchen |
| Busby’s    | 1925      | Richard Busby | Jungen und Mädchen | Jungen und Mädchen |
| Liddell’s  | 1956      | Henry George Liddell | Jungen und Mädchen | Jungen und Mädchen |
| Purcell’s  | 1981      | Henry Purcell | Mädchen            | Mädchen            |
| Ashburnham | 1881      | Earls of Ashburnham | Keine              | Jungen und Mädchen |
| Dryden’s   | 1976      | John Dryden | Keine              | Jungen und Mädchen |
| Hakluyt’s  | 1987      | Richard Hakluyt | Keine              | Jungen und Mädchen |
| Milne’s    | 1991      | Alan Alexander Milne | Keine              | Jungen und Mädchen |
| Wren´s     | 1948      | Christopher Wren | Keine              | Jungen und Mädchen |
| College    | 1560      | | Jungen             | Mädchen            |

## Weitere nennenswerten Fakten

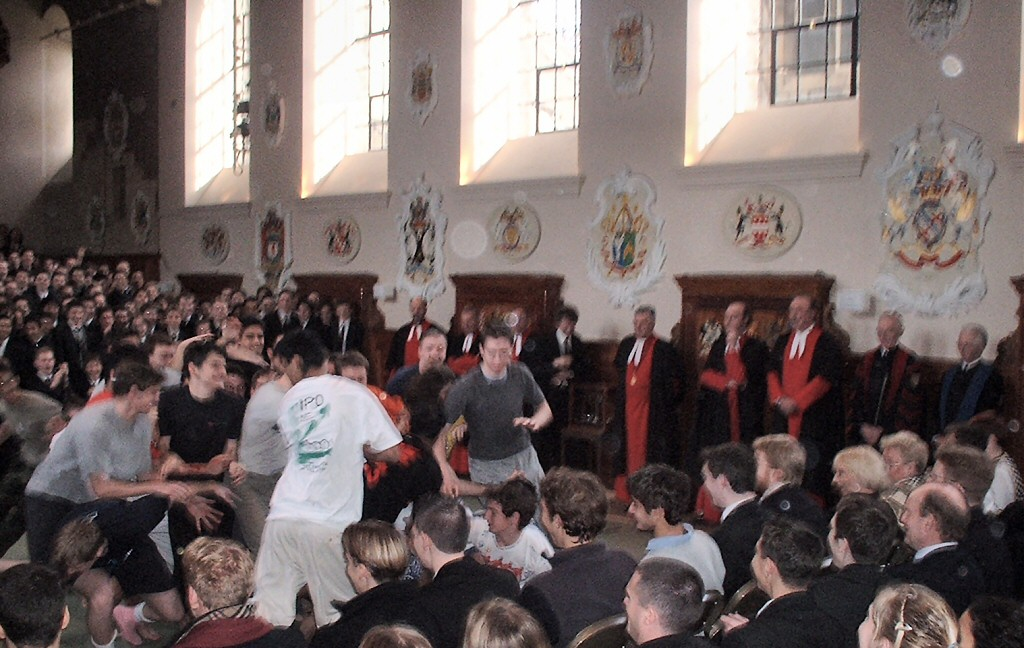
Schüler die bei „the Greaze“ am Aschermittwoch, um den Pfannkuchen kämpfen

- Die Westminster Abbey ist die Kapelle der Schule. Alle Schüler besuchen dort montags und freitags den Gottesdienst.[12]

- Neben dem Unterricht wird allen Schülern eine breite Zahl von Aktivitäten angeboten. Neben dem Sport liegen die wichtigsten Aktivitäten in den Bereichen Kunst, Theater und Musik.[13]

- Die Schule hat ein ungewöhnliches System zur Benennung der Schuljahre
  - Year 9: Vth Form
  - Year 10: Lower Shell
  - Year 11: Upper Shell (GCSE)
  - Year 12: VIth Form (AS)
  - Year 13: Remove (A2)

- Die Schule hat verschiedene Bräuche, unter anderem das Greaze, das am Aschermittwoch seit 1753 stattfindet. Dabei wirft der Chefkoch einen mit Pferdehaaren verstärkten Pfannkuchen, um den dann eine Minute lang einige Schüler kämpfen.[14]
- Die John-Locke-Gesellschaft hält wöchentlich Vorträge für die Schüler der Upper School. Die Gastredner sind unter anderem Politiker, Journalisten, Autoren und Sportler.[15]

## Bekannte ehemalige Schüler
Auswahl:
- Ben Jonson (1573–1637), Dichter und Dramatiker
- George Herbert (1593–1633), Dichter und öffentliche Redner, Cambridge 1619–1627
- John Dryden (1631–1700), Dichter und Dramatiker. Gedicht Laureate
- John Locke (1632–1704), Philosoph
- Christopher Wren (1632–1723), Original Mitglied der Royal Society. Professor für Astronomie an der Gresham College Oxford und Architekt
- Robert Hooke (1635–1703), Erfinder, Mechaniker, Architekt, Astronom. Autor Micrographia
- Henry Purcell (1659–1695), Komponist
- Charles Wesley (1707–1788), Methodisten-Prediger und Autor von über 6000 Liedern
- William Cowper (1731–1800), Dichter
- Jeremy Bentham (1748–1832), Philosoph
- Robert Southey (1774–1843), Gedicht Laureate 1813
- Alan Alexander Milne (1882–1956), Autor und Journalist
- John Gielgud (1904–2000), Schauspieler und Regisseur
- Angus Wilson (1913–1991), Schriftsteller
- Andrew Fielding Huxley (1917–2012), Biophysiker und Physiologe
- Peter Ustinov (1921–2004), Schauspieler, Schriftsteller und Regisseur
- David Scott-Barrett (1922–2004), britischer Offizier und Stadtkommandant
- Tony Benn (1925–2014), Politiker
- Peter Brook (1925–2022), Theaterregisseur
- Nigel Lawson (1932–2023), Politiker
- Anthony Howard (1934–2010), Journalist und Autor
- Andrew Lloyd Webber (* 1948), Komponist und Produzent
- Stephen Poliakoff (* 1952), Dramatiker
- Shane MacGowan (1957–2023), englisch-irischer Musiker
- Edward St Aubyn (* 1960), Journalist und Schriftsteller
- Gavin Rossdale (* 1965), britischer Musiker
- Helena Bonham Carter (* 1966), Schauspielerin
- Jason Mariano Kouchak (* 1967), Komponist und Musiker
- Dido (* 1971), Pop-Sängerin[16]
- Alice Eve (* 1982), Schauspielerin